# 葉國鼎
葉國鼎（？—？）為中國清朝武官官員，本籍福建。葉國鼎於1707年（康熙46年）奉旨接替趙呈烜，於台灣地區擔任澎湖水師協副將。而隸屬台灣鎮之下的此官職職等為正二品，是台灣清治時期的這階段，扼守台灣海峽的重要武將，並統帥兩標水營，數千名水師兵勇。
| 前任： 趙呈烜 | 澎湖水師協副將 1707年上任 | 繼任： 張進 |